# Farmer (Dakota del Sur)
Farmer es un pueblo ubicado en el condado de Hanson en el estado estadounidense de Dakota del Sur. En el Censo de 2010 tenía una población de 10 habitantes y una densidad poblacional de 46,52 personas por km².

## Geografía
Farmer se encuentra ubicado en las coordenadas 43°43′31″N 97°41′21″O / 43.72528, -97.68917. Según la Oficina del Censo de los Estados Unidos, Farmer tiene una superficie total de 0.21 km², de la cual 0.21 km² corresponden a tierra firme y (0%) 0 km² es agua.

## Demografía
Según el censo de 2010, había 10 personas residiendo en Farmer. La densidad de población era de 46,52 hab./km². De los 10 habitantes, Farmer estaba compuesto por el 100% blancos, el 0% eran afroamericanos, el 0% eran amerindios, el 0% eran asiáticos, el 0% eran isleños del Pacífico, el 0% eran de otras razas y el 0% pertenecían a dos o más razas. Del total de la población el 0% eran hispanos o latinos de cualquier raza.